# Spiro Agnew
Spiro Theodore Agnew (9. november 1918 – 17. september 1996) var en amerikansk politiker og USA's 39. vicepræsident 1969-73 under præsident Richard M. Nixon. Spiro Agnew valgte at træde tilbage som vicepræsident efter beskyldninger om skatteunddragelse i 1973, hvor han blev afløst på posten som vicepræsident af Gerald Ford. Agnew var guvernør i staten Maryland fra 1967-69. Han var oprindelig demokrat, men skiftede parti som følge af udbredt samarbejde med republikanske kolleger.
Spiro Agnew var Nixons vicepræsident under Watergate, men formodes ikke at have været involveret. Derimod har Spiro Agnew i sine erindringer fremsat hårde beskyldninger mod bl.a. præsident Nixon og general (og senere udenrigsminister) Alexander Haig om at presse ham meget hårdt til at acceptere beskyldningerne om skatteunddragelse og forsvinde stille ud af amerikansk politik.